# Brian Bolland
Brian Bolland (n. 26 de marzo de 1951; Linconshire, Inglaterra) es un historietista de Gran Bretaña. Es conocido como uno de los artistas definitivos de Judge Dredd, y uno de los mejores portadistas en Marvel y DC Comics. Además, es recordado por dibujar el cómic Batman: The Killing Joke.

## Infancia y juventud
Bolland nació en Linconshire, Inglaterra y empezó dibujando cómics a los 10 años. Cuando era niño, sus inspiraciones fueron Dell Comics y DC Comics.
En la escuela de arte, Bolland dibujo y publicó, por su cuenta, fanzines y su trabajo fue publicado en las revistas británicas Friendz, International Times, OZ y Times Out.

## Primeros trabajos
En 1972, en la convención de cómics en el Waverley Hotel, Bolland conoció a Dave Gibbons. Por la recomendación de Gibbons, se unió a la agencia de arte Bardon Press Features y fue Bardon el que le dio su primer trabajo profesional: Powerman, un héroe africano de cómics publicado en Nigeria. Bolland y Gibbons dibujaron alternadamente la serie. En 1977, Bardon encontró lugar a Bolland, y luego a Gibbons, en una nueva revista semanal de Gran Bretaña: 2000 AD. El primer trabajo de Bolland fue en la portada del número 11. Cuando un artista salió de Juez Dredd, Bolland fue llamado para completar una historia del número 41 y pronto fue adoptado como artista regular de la serie. Su trabajo temprano en la serie fue muy influenciado por Mike McMahon, un artista talentoso recién llegado y cuyo estilo idiosincrático fue aumentando el interés en el nuevo personaje.

## El mercado estadounidense
Bolland comenzó a trabajar para DC Comics en 1979 con portadas e historias cortas. Su primera portada para DC Comics apareció en Green Lantern #127. Dentro de sus trabajos en las páginas interiores de un cómic está un capítulo en Justice League of America #200 junto con el legendario Joe Kubert, Carmine Infantino, Gil Kane, Jim Aparo, George Pérez y Dick Giordano.
En 1982, el editor de DC Comics, Len Wein, eligió a Bolland como el artista de Camelot 3000 (una serie limitada de 12 números), junto con el guionista Mike W. Barr (tratando con el regreso del Rey Arthur para salvar a Inglaterra de una invasión alienígena en el año 3000.
En 1986, Bolland fue uno de los muchos artistas en trabajar en el #400 de Batman. Debido a su aclamada calidad como artista gráfico, el editor de DC Comics Dick Giordano le ofreció la oportunidad de participar en cualquier proyecto de DC Comics que Bolland quisiera. La elección de Bolland fue realizar una novela gráfica de Batman con el Joker como protagonista. Para esto Bolland le pidió personalmente un guion al afamado Alan Moore. El resultado fue la popular e influyente novela gráfica Batman: The Killing Joke aparecida por primera vez en 1988.

## Premios y nomiaciones
Bolland y su trabajo fueron muy bien recibidos por la industria en la segunda mitad de los años ochenta:
- 1985 Nominación para el Premio Kirby de 1985 a Mejor Serie por Camelot 3000;
- 1985 Premio Haxtur al "Mejor Dibujante" por Camelot 3000 (Salón Internacional del Cómic del Principado de Asturias, España);
- 1985 Premio Haxtur a la "Mejor Historia Larga" por Camelot 3000;
- 1989 Premio Haxtur al "Mejor Dibujo" por Batman la broma asesina;
- 1989 Nominado al Premio Haxtur a la "Mejor Portada" por Batman la broma asesina;
- 1990 Premio Haxtur a la "Mejor Portada" por Las mejores historias del Joker...;
- 1990 Premio Haxtur al "Mejor Finalista Votado por el Público" por Las mejores historias del Joker...

## Trabajos completos
- Bolland Strips (en inglés, 112 páginas, Knockabout Comics, mayo del 2005)
- The Art of Brian Bolland (en inglés, 326 páginas, Image Comics, noviembre del 2006)

## Licencia
- Esta obra contiene una traducción  derivada de «Brian Bolland» de Wikipedia en inglés, publicada por sus editores bajo la Licencia de documentación libre de GNU y la Licencia Creative Commons Atribución-CompartirIgual 4.0 Internacional.